# Vlag van Tellin
De vlag van Tellin is op 23 september 2014 bij raadsbesluit vastgesteld als de vlag van de gemeente Tellin in de Belgische provincie Luxemburg. De vlag kan als volgt worden beschreven:
Wit, met een geel-bekroonde blauwe leeuw, getopt met een rood gebogen-gemanteld veld, beladen met een posthoorn aan de stokzijde, en met een klok aan de vluchtzijde, beide geel, volgens het in bijlage 3 voorkomende model.
Na validering op 16 mei 2014 door de Raad van Heraldiek en Vexillologie, is voorgeschreven bij een besluit goedgekeurd op 10 december 2014 door de Franse Gemeenschapsregering en gepubliceerd op 23 februari 2015 in het Belgisch Staatsblad. De vlag is volledig gebaseerd op het gemeentewapen en ziet er dus helemaal hetzelfde uit. De vlag werd ontworpen door de Raad van Heraldiek en Vexillologie (Frans: Conseil d’héraldique et de vexillologie).

## Symboliek
- De posthoorn, verwijst naar een posthuis waarvan het district honderd dorpen omvatte.
- De klok (bel), verwijst naar de klokkengieterij die in de 19e eeuw werd opgericht.
- De leeuw verwijst naar het gemeentewapen van de oude heren van Tellin. Hoewel de leeuw in het oude wapen van het dorp niet noodzakelijkerwijs azuurblauw wordt weergegeven, werd voor het moderne wapen azuurblauw gekozen om Luxemburg te vertegenwoordigen; dienovereenkomstig hebben de armen van Tellin de kleuren van Luik (geel en rood), Bouillon (rood en wit) en Luxemburg (rood, wit en blauw).